# O Besouro Verde (série de televisão)

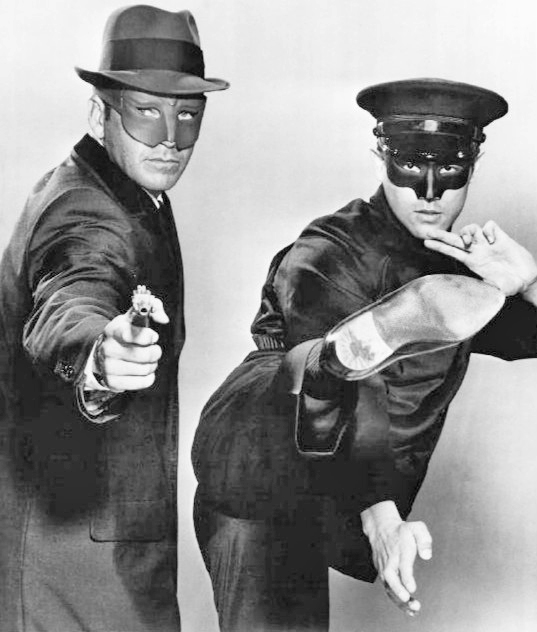
Van Williams e Bruce Lee em foto promocional da série (1966)

The Green Hornet (bra: O Besouro Verde; prt: As Aventuras de Bruce Lee) foi um seriado televisivo exibido entre 1966 e 1967. A série é baseada no programa de rádio de mesmo nome. Van Williams interpreta o personagem principal e Bruce Lee, o assistente Kato. Foi produzido e narrado por William Dozier e filmado pela 20th Century-Fox.
A série de uma única temporada, foi transmitida de 9 de setembro de 1966 até 17 de março de 1967, com duração de 26 episódios; A ABC repetiu a série, após seu cancelamento pela rede até 14 de julho de 1967, quando O Besouro Verde teve sua última transmissão na rede de televisão. Com o sucesso posterior de Lee como uma estrela de estréia do gênero de filmes de artes marciais, a série se tornou um clássico cult. Os direitos não televisivos eram controlados pelo proprietário da franquia, George W. Trendle (como agente de licenciamento The Green Hornet, Inc.); esta entidade sobreviveu à morte de Trendle em 1972 e ainda funciona hoje.

## Enredo
O solteirão playboy e magnata da mídia Britt Reid é o proprietário e editor do jornal Daily Sentinel, mas como o vigilante mascarado Besouro Verde, ele luta contra o crime com a ajuda de seu parceiro especialista em artes marciais, Kato, e de seu carro reforçado com armas, um Chrysler Imperial chamado de "Beleza Negra". Nos registros policiais, o Besouro Verde é um criminoso procurado, mas na realidade, o Besouro Verde se disfarça como um criminoso para que ele possa se infiltrar e lutar contra gangues criminosas, deixando-as com a prova incriminatória para a chegada da polícia. Além de Kato, a dupla identidade de Britt é conhecida apenas por sua secretária Lenore "Casey" Case e pelo promotor Frank P. Scanlon.
O motivo de Britt para combater o crime foi explicado na tela: seu pai morrera na prisão após ter sido acusado de um crime que não cometeu.

## Origem
O personagem se originou como a estrela de uma série de rádio (transmitida entre as décadas de 1930 a 1950), e já havia sido adaptado para seriados, histórias em quadrinhos e outras mídias. Em parte devido a George W. Trendle e Fran Striker terem criado todos os personagens centrais e desenvolvido os formatos principais de ambos os programas de rádio, Britt Reid compartilha o mesmo sobrenome de Lone Ranger, já que o pai de Britt era sobrinho do Lone Ranger, Dan Reid.

## Elenco
| Ator           | Personagem                | Dublagem no Brasil     |
| -------------- | ------------------------- | ---------------------- |
| Van Williams   | Britt Reid /Besouro Verde | José Miziara           |
| Bruce Lee      | Kato                      | Ézio Ramos             |
| Wende Wagner   | Lenore Case               | Lucy Guimarães         |
| Lloyd Goug     | Mike Axford               | José Soares            |
| Walter Brooke  | Frank P. Scanlon          | Sílvio Navas           |
| William Dozier | Narrador                  | Carlos Alberto Vaccari |

## Produção
Apesar dos esforços fracassados do co-criador do personagem George W. Trendle para gerar interesse em uma série de TV  em 1951 e 1958, não foi até o sucesso da série Batman dos anos 1960 da ABC que a rede decidiu adaptar o venerável personagem de rádio e seriado de cinema . A tarefa foi assumida por William Dozier, que produziu e narrou a série. A série é estrelada por Van Williams como o Besouro Verde e apresentou o artista marcial Bruce Lee ao público da televisão americana como seu parceiro, Kato. Ao contrário da série extravagante e bem-humorada do Batman, O Besouro Verde foi jogado diretamente. Embora tenha sido cancelado após uma temporada, Lee se tornou uma grande estrela de filmes de artes marciais. A popularidade de Lee em Hong Kong, onde foi criado, era tal que o programa foi comercializado lá como The Kato Show. Foi a insistência de Lee para que Kato fosse interpretado como um artista marcial - em vez de um lutador de luta corpo-a-corpo ao estilo americano - que levou os diretores a repensar a representação do personagem. O Besouro Verde foi a primeira vez que grande parte do público americano viu uma verdadeira luta de artes marciais, e levou a sua popularidade crescente. Na verdade, Van Williams teve aulas com Lee para que ele também pudesse fazer alguns dos movimentos cada vez mais populares. O Besouro Verde e Kato também aparecem em três episódios de Batman; "The Spell of Tut" (como uma breve participação) e "A Piece of the Action" / "Batman's Satisfaction", com Reid mencionando que ele e Bruce Wayne eram conhecidos e rivais desde a infância. Embora todos os outros personagens da história sejam levados a acreditar erroneamente que o Besouro Verde e Kato são vilões, como em O Besouro Verde, Roger C. Carmel interpretou o verdadeiro vilão, que se autodenominava Coronel Gumm.

### Diferenças da versão de rádio
Como nos últimos anos da versão para rádio, a secretária Lenore "Casey" Case (interpretada por Wende Wagner) está novamente ciente do segredo de Reid, e o Hornet também tem um confidente dentro da comunidade policial, mas agora ele é o promotor público Frank P . Scanlon (interpretado por Walter Brooke). Este personagem foi mudado do comissário de polícia original porque a série de TV Batman já estava usando um homem naquele cargo como contato oficial do herói, e William Dozier, o produtor executivo de ambos os programas, queria minimizar as comparações entre os dois programas. Michael Axford (Lloyd Gough), o guarda-costas que virou repórter da série de rádio, agora é apenas um repórter policial do Sentinela Diária, o jornal de Britt Reid / O Besouro Verde. (O primeiro episódio, "The Silent Gun", fornece uma conexão entre o rádio e a série de TV, já que Axford lembra Reid dos "velhos tempos", quando ele morava no mesmo apartamento com o pai de Reid, o que sugere que o pai de Reid pode ter foi o Besouro Verde da série de rádio.) Nesta série, Reid também possuía uma estação de televisão. Também havia diferenças visuais. A arte promocional para o programa de rádio e os quadrinhos da época retratavam o Hornet usando uma máscara que cobria todo o seu rosto abaixo dos olhos (os dois seriados cinematográficos da Universal Studios continham uma máscara facial inteira com orifícios para os olhos) enquanto Kato usava óculos de proteção. Aqui, os dois homens usam máscaras que cobrem apenas a parte superior do rosto. Essas máscaras inicialmente tinham uma angularidade estilizada que logo se revelou problemática: nenhum dos homens conseguia ver muito. Eles foram logo substituídos por máscaras moldadas aos rostos dos artistas.
Em uma atualização tecnológica, o Hornet carregava um dispositivo telescópico chamado Hornet's Sting, que projetava ondas sonoras ultrassônicas. Ele o usava com mais frequência para abrir portas trancadas, embora também fosse visto usando-o para colocar fogo em coisas (presumivelmente por vibrá-las e causar calor por fricção) e para ameaçar criminosos para obter informações. No episódio "The Secret of the Sally Bell", o Hornet a usou para explodir a arma do bandido, fazendo com que o bandido caísse e sofresse uma concussão, resultando na internação do criminoso. Ele também tinha uma arma de gás nocaute Hornet.
A versão televisiva de Kato usava "dardos de manga" verdes para dar a ele um ataque à distância que ele poderia usar para combater os inimigos à distância e em combate corpo a corpo. A impressão que Bruce Lee causou na época é demonstrada em  Kato's Revenge With The Green Hornet, um livro para colorir produzido por Watkins & Strathmore.

### Tema musical e abertura
O interlúdio orquestral de Nikolai Rimsky-Korsakov, "Flight of the Bumblebee", usado para a série de rádio, foi tão fortemente identificado com O Besouro Verde que um tema semelhante ao estilo jazz modelado após a peça de Rimsky-Korsakov foi usado para a série, arranjado por Billy May, que também compôs as partituras de fundo, e conduzido por Lionel Newman, com solo de trompete executado por Al Hirt. Hirt gravou uma versão estéreo mais longa do tema com um arranjo um pouco diferente para seu álbum "The Horn Meets The Hornet". Uma gravação semelhante intitulada "The Green Bee", gravada pelo trombonista Urbie Green, que aparece no álbum 21 Trombones de Green, também foi considerada o tema da série de TV.
Cada episódio começa com o seguinte monólogo, narrado pelo produtor William Dozier

Outro desafio para o Besouro Verde, seu assessor Kato, e seu arsenal rolante, o Beleza Negra. Nos registros policiais de um criminoso procurado, o  Besouro Verde é na verdade Britt Reid, editor-proprietário do "Sentinela Diária"; sua dupla identidade conhecida apenas por sua secretária e pelo promotor público. E agora, para proteger os direitos e vidas de cidadãos decentes,  cavalga  'O Besouro Verde 
Anos depois, a versão do tema de "The Horn Meets The Hornet" foi apresentada no filme Kill Bill de 2003, vol. 1, em que o diretor Quentin Tarantino prestou homenagem a Kato apresentando dezenas de membros lutadores de espadas de "The Crazy 88" usando máscaras ao estilo de Kato durante uma das sequências de luta do filme.

## Guia de episódios e filmes da série

### Episódios
| nº | Titulo original                        | Título em português               | Lançamento           |
| -- | -------------------------------------- | --------------------------------- | -------------------- |
| 1  | The Silent Gun                         | Arma silenciosa                   | 9 setembro de 1966   |
| 2  | Give 'Em Enough Rope                   | Na ponta da corda                 | 16 setembro de 1966  |
| 3  | Programmed for Death                   | Programado para matar             | 23 setembro de 1966  |
| 4  | Crime Wave                             | Detetor de crimes                 | 30 setembro de 1966  |
| 5  | The Frog is a Deadly Weapon            | Homens rã sapeando                | 7 outubro de 1966    |
| 6  | Eat, Drink, and Be Dead                | Coma, beba e morra                | 14 outubro de 1966   |
| 7  | Beautiful Dreamer (Part 1 & 2)         | Sonhadores do crime (parte 1 e 2) | 21 outubro de 1966   |
| 8  | Beautiful Dreamer (Part 1 & 2)         | Sonhadores do crime (parte 1 e 2) | 28 outubro de 1966   |
| 9  | The Ray is for Killing                 | O Raio da morte                   | 11 novembro de 1966  |
| 10 | The Preying Mantis                     | Extorção mortal                   | 18 novembro de 1966  |
| 11 | The Hunters and the Hunted             | Caçadores                         | 25 novembro de 1966  |
| 12 | Deadline for Death                     | Prazo para morrer                 | 2 dezembro de 1966   |
| 13 | The Secret of the Sally Bell           | O segredo de Sally Bell           | 9 dezembro de 1966   |
| 14 | Freeway to Death                       | Pista livre para a morte          | 16 dezembro de 1966  |
| 15 | May the Best Man Lose                  | Nem Sempre vence o melhor         | 23 dezembro de 1966  |
| 16 | The Hornet and the Firefly             | O Besouro e o vagalume            | 30 dezembro de 1966  |
| 17 | Seek, Stalk and Destroy                | Procure, ache e destrua!          | 6 janeiro de 1967    |
| 18 | Corpse of the Year (Part 1 & 2)        | O Cadáver do ano (Part 1 e 2)     | 13 janeiro de 1967   |
| 19 | Corpse of the Year (Part 1 & 2)        | O Cadáver do ano (Part 1 e 2)     | 27 janeiro de 1967   |
| 20 | Ace in the Hole                        | Trunfo da reserva                 | 3 fevereiro de 1967  |
| 21 | Bad Bet on a 459--Silent               | O Zumbir do Besouro               | 10 fevereiro de 1967 |
| 22 | Trouble for Prince Charming            | Azares do príncipe encantado      | 17 fevereiro de 1967 |
| 23 | Alias The Scarf                        | O Estrangulador                   | 24 fevereiro de 1967 |
| 24 | Hornet Save Thyself                    | Besouro, salva a si mesmo         | 3 março de 1967      |
| 25 | Invasion from Outer Space (Part 1 & 2) | Invasores do espaço (parte 1 e 2) | 10 março de 1967     |
| 26 | Invasion from Outer Space (Part 1 & 2) | Invasores do espaço (parte 1 e 2) | 17 março de 1967     |

### Filmes
Foram posteriormente criados filmes a partir de vários episódios da série.
| N°. | Título (Títulos lusófonos)                   | Episódios | Exibição original                                       |
| --- | -------------------------------------------- | --- | ------------------------------------------------------- |
| 1   | The Green Hornet O Filho do Dragão (PT)      | "The Preying Mantis" "The Hunters and the Hunted" "Invasion from Outer Space: Part 1" "Invasion from Outer Space: Part 2" | 1974 (Estados Unidos) 13 de novembro de 1981 (Portugal) |
| 2   | Fury of the Dragon A Fúria do Dragão II (PT) | "The Ray is for Killing" "The Secret of the Sally Bell" "Bad Bet on a 459-Silent" "Trouble for Prince Charming"           | 1976 (Estados Unidos) 29 de outubro de 1980 (Portugal)  |

## Crossover comBatman
Houve várias comparações e crossovers de Batman para Besouro Verde, tanto na TV quanto no cinema.

### O Besouro Verde e Kato em Batman

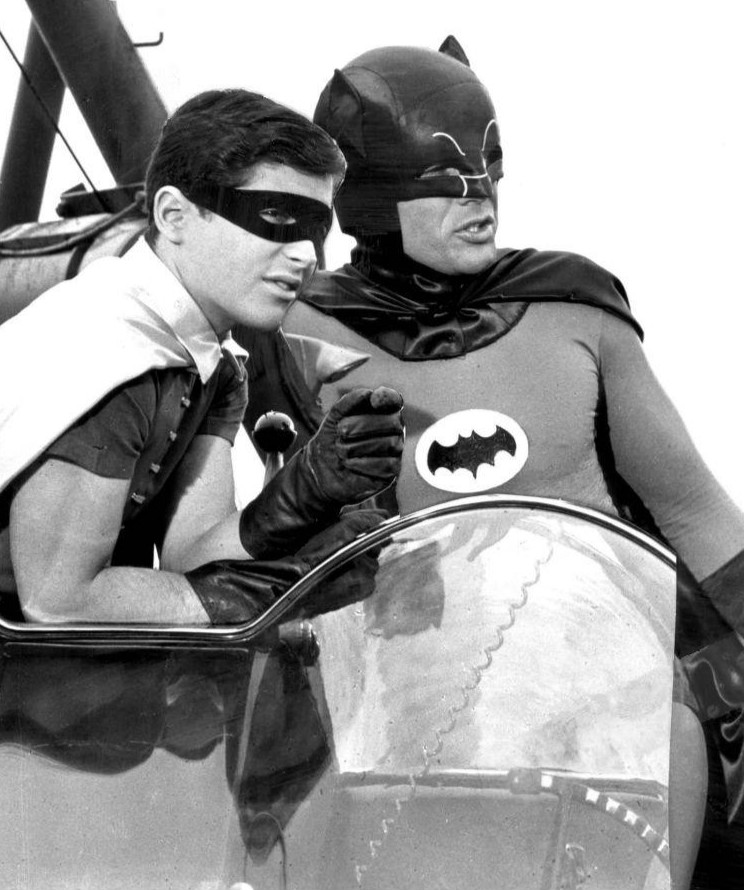
Batman e Robin

Van Williams e Bruce Lee fazem uma aparição especial como o Besouro Verde e Kato em em janela enquanto Batman e Robin estavam escalando um prédio. Isso foi na parte um de um episódio de duas partes da segunda temporada da série de TV Batman: "The Spell of Tut", que foi ao ar em 28 de setembro de 1966.:70 Também há menção da série de TV O Besouro Verde no episódio de duas partes do Batman "The Impractical Joker", transmitido em 16 de novembro de 1966, enquanto Alfred, Dick Grayson e Bruce Wayne estão assistindo televisão, e Bruce Wayne diz: "Está na hora para assistir O Besouro Verde! ".
Mais tarde na mesma temporada, Besouro Verde e Kato apareceram no episódio duplo "A Piece of the Action" da segunda temporada em duas partes e "Batman's Satisfaction", que foi ao ar de 1 a 2 de março de 1967. Nos dois episódios, Besouro Verde e Kato estão em Gotham City para explodir um anel de selos falsificados dirigido pelo Coronel Gumm (interpretado por Roger C. Carmel).:114–115 "Batman's Satisfaction" leva a uma luta mista, com Batman & Robin e O Besouro Verde & Kato lutando contra o Coronel Gumm e sua gangue. Assim que a tripulação de Gumm é derrotada, Batman e Robin enfrentam O Besouro Verde e Kato, resultando em um impasse interrompido pela polícia. Neste episódio, Batman, Robin e a polícia consideram os Besouro Verde e Kato criminosos, embora Batman e Robin tenham sido cordiais com a dupla na aparição anterior na janela.

### Batman e Robin emO Besouro Verde
No episódio "The Secret Of The Sally Bell" de  O Besouro Verde de 9 de dezembro de 1966 o Batmóvel é visto em um receptor de televisão, girando dentro da Batcaverna. No episódio do Besouro Verde de 3 de fevereiro de 1967 "Ace in the Hole", que foi transmitido entre as aparições de Batman de setembro de 1966 e março de 1967 (mencionado acima), um episódio não identificado de Batman é visto em um aparelho de televisão, mostrando Batman e Robin escalando um prédio. Outra aparição de Besouro Verde, Kato e Batman foi transmitida no outono de 1966 em um programa de variedades da televisão Milton Berle Hollywood Palace.

## Beleza Negra

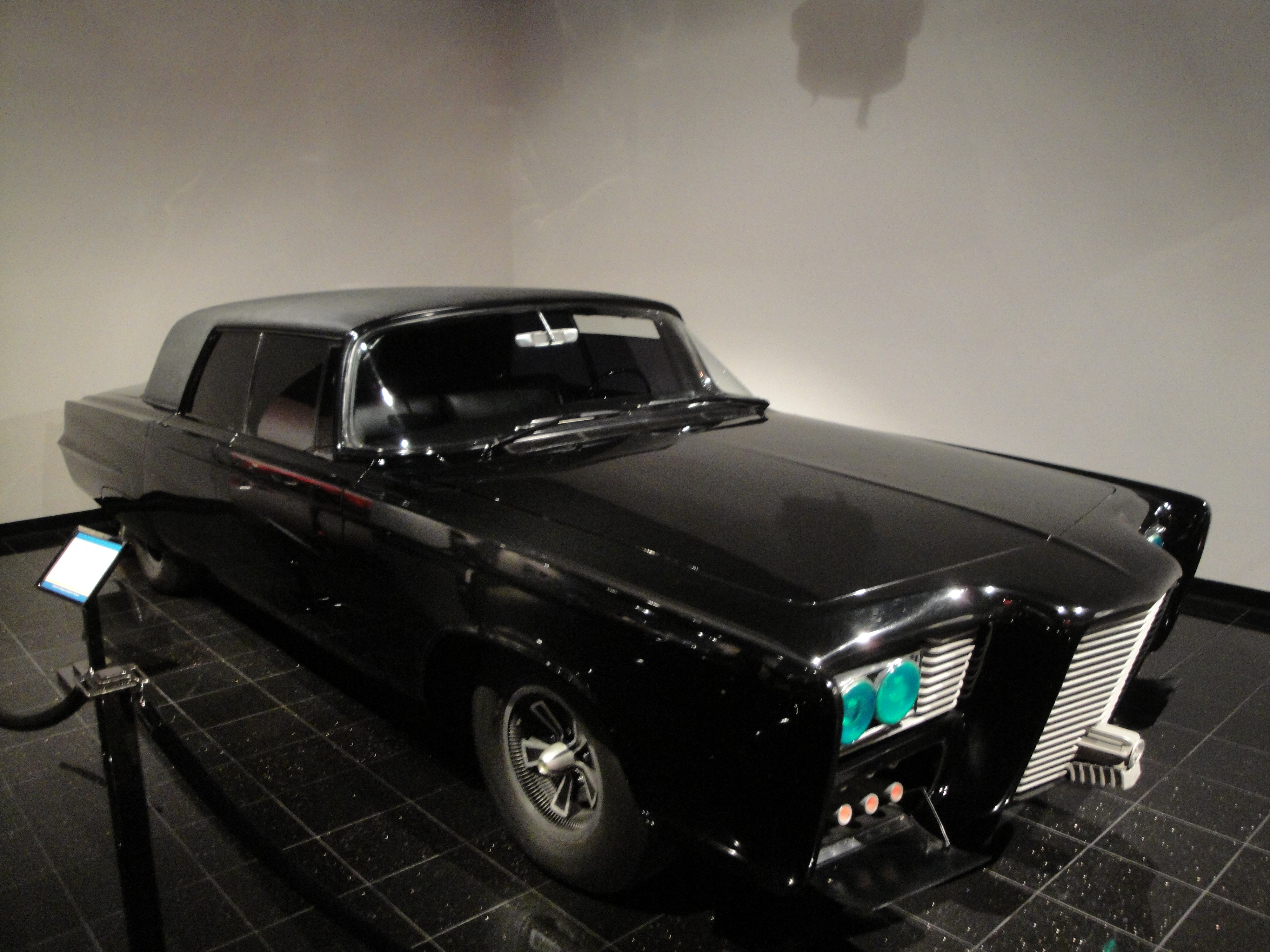
Um Beleza Negra usada na série

A série de TV apresentava o carro do Besouro Verde, o Beleza Negra, um sedã Imperial Crown de 1966 personalizado por Dean Jeffries a um custo de US $ 13.000. Dois carros foram construídos para o show e ambos existem hoje. Beleza Negra 1 está localizado na coleção do Museu Automotivo Petersen e Beleza Negra 2 foi totalmente restaurado e está localizado em uma coleção particular na Carolina do Sul.

### Armazenamento e implantação
O Beleza Negra estava armazenada embaixo da garagem de Britt Reid.  Um conjunto de interruptores em um painel de controle secreto atrás de uma parede de ferramentas definiria sequencialmente as luzes para verde, anexaria grampos aos pára-choques do carro pessoal de Reid, giraria o chão da garagem - escondendo o carro de Reid (um Chrysler 300 conversível) e trazendo o Beleza Negra - finalmente desabotoando os para-choques do Beleza Negra. O Beleza Negra então sairia da garagem por uma porta traseira escondida e entraria na rua por trás de um outdoor anunciando o produto fictício Kissin 'Candy Mint (com o slogan "Como eles são doces") projetado para se separar no meio e se juntar novamente.

### Recursos de armamento, vigilância e segurança
O Beleza Negra, que trazia o número da placa traseira V194, poderia disparar cargas explosivas de tubos escondidos atrás de painéis retráteis abaixo dos faróis, que seriam foguetes com ogivas explosivas; tinha um bico de gás knock-out oculto-quando-não-em-uso no centro da grade dianteira e o veículo poderia lançar um pequeno dispositivo de vigilância de vídeo / áudio voador (referido como o scanner) através de um pequeno painel retangular no meio da tampa do porta-malas. Foi um prenúncio dos pequenos drones semelhantes a helicópteros de hoje. Foguetes e bicos de gás também foram incorporados à tampa do porta-malas.

## Outra aparições

### Dragon: The Bruce Lee Story
A biografia cinematográfica semi-ficcional de Bruce Lee, de 1993, mostra Lee (Jason Scott Lee) conhecendo o produtor fictício Bill Krieger (Robert Wagner) após um torneio de artes marciais e sendo contratado para interpretar Kato na série O Besouro Verde. O filme mostra a filmagem ficcional do primeiro episódio, onde o elenco e a equipe ficam impressionados com as habilidades de Lee nas artes marciais. Van Williams interpreta o diretor do episódio.

### The Legend of Bruce Lee
A sério biográfica chinesa lançada em 2008 mostra Bruce (Danny Chan Kwok-kwan) nos bastidores de O Besouro Verde, na história, o personagem título é interpretado por um ator chamado Mike, que tem atitudes racistas.

### Once Upon a Time in Hollywood
O filme Once Upon a Time in Hollywood de 2019 tem uma cena de flashback em que o dublê Cliff Booth (Brad Pitt) tem um confronto com Bruce Lee (interpretado por Mike Moh em equipamento Kato completo) no set de O Besouro Verde. Na cena, ocorre uma luta improvisada de duas de três artes marciais entre Booth e Lee, com os dois vencendo uma luta, mas a luta é interrompida antes que a partida decisiva possa terminar.

## Quadrinhos
A série foi adaptada em história em quadrinhos por Dan Spiegle, distribuída por Gold Key Comics.

### Batman '66 Meets O Besouro Verde
Kevin Smith e Ralph Garman são co-roteiristas de um team-up em quadrinhos entre Batman e Besouro Verde intitulada Batman '66 Meets The Green Hornet. As edições foram desenhadas pelo artista Ty Templeton, com capas de Alex Ross. A minissérie de seis edições foi co-produzida pela DC Comics (editora do Batman) e Dynamite Entertainment (editora atual dos títulos do Besouro Verde). A história geral é uma sequência dos episódios de crossover de duas partes do Batman / Besouro Verde acima mencionados, reunindo Besouro e Kato com Batman e Robin e colocando ambas as equipes contra o agora "General Gumm" e seu novo grupo criminoso, o Coringa. A série foi publicada em forma de quadrinhos físicos e em formato digital estendido de 12 partes (dividindo o material de cada edição regular em duas edições digitais). A série completa foi publicada em um volume encadernado, tanto em edições de capa dura quanto em edições de capa cartonada. Além disso, Garman e Smith realizaram leituras dramatizadas de todas as 6 edições em episódios de podcast hospedados na página SModcast de Smith. A primeira edição foi dramatizada em um episódio do podcast Smith's Fatman on Batman (episódio 66), e as cinco restantes como episódios de Hollywood Babble-On, co-apresentado por Garman e Smith, como especial "Hollywood Babble-On Comic-Con Episódios de teatro "(episódios 175, 180, 184, 188 e 193).

## Exibição lusófona

### Brasil
O seriado só chegou ao Brasil em 1970 pela TV Tupi, sendo exibido aos sábados às 17h25, sendo apresentado até o ano seguinte. Só voltou à televisão brasileira em 1980 pela TV Record onde ficou até 1982. Também foi exibida pela Fox em 1994.

### Portugal
Antes da série passar na televisão portuguesa, os filmes The Green Hornet e Fury of the Dragon estrearam nos cinemas portugueses a 13 de novembro de 1981 e 29 de outubro de 1980, respetivamente. Os dois filmes foram posteriormente editados em VHS em 1990, pela Hiper Video e pela Medusa Filmes, respetivamente.
A série em si foi transmitida originalmente pela SIC na década de 1990.